# Spodnje Bitnje
Spodnje Bitnje – wieś w Słowenii, w gminie miejskiej Kranj. W 2018 roku liczyła 275 mieszkańców. 